# フィラレート (キエフ総主教)
キエフ総主教フィラレート（ウクライナ語: Філарет；1929年1月23日 - ）は、ウクライナの最大正教会組織であったウクライナ正教会・キエフ総主教庁の首座主教である。1995年10月に着座した。公式称号は「キエフと全ルーシ＝ウクライナの総主教」。俗名は、ムィハーイロ・アントーノヴィチ・デヌィセーンコ。1992年までロシア正教会の府主教。2018年12月15日にウクライナ正教会・キエフ総主教庁とウクライナ独立正教会などが統合し、新生「ウクライナ正教会 (2018年設立)」が発足し、新首座主教としてエピファニー府主教が選任されたことに伴い、総主教職を離任し、新生ウクライナ正教会の「名誉総主教」とされた。

## 経歴
ムィハーイロ・デヌィセーンコは、ウクライナ東部のドネツィク州アムウローシイウカ地区（Амвросіївський район）のブラホダートネ村（Благодатне）の労働者の家庭に生まれた。 オデッサ神学校 とモスクワ神学大学で神学教育を受け、後者においては 当時のモスクワ総主教アレクシイ1世と近しい関係となった。1950年、修道誓願を立てて修道名フィラレート（Филарет）を授かった。1950年1月には修道輔祭に叙聖され、1951年6月には修道司祭に叙聖された。
卒業後、モスクワ神学大学にとどまり1952年から教授として教鞭をとり、神学大学監督の上級補佐を務めた。1956年、サラトフの神学校の監督に任命され、典院に昇叙（しょうじょ）された。1957年にはキエフ神学校の監督に任命され、1958年7月には掌院に昇叙され、さらに神学校の校長に任じられた。

## ロシア正教会の高位聖職者
1960年から、事実上、ウクライナにおけるロシア正教会の総主教代理の任にあたり、キエフにある総主教代理の母大聖堂にあたる聖ヴォロディームィル大聖堂に奉職した。
1961年、フィラレートはロシア正教会の命によりアレクサンドリア総主教庁へ使節として赴いた。1962年1月、フィラレートは、レニングラード（現サンクトペテルブルク）の主教輔佐に選立され、同年2月には、レニングラードで府主教ピーメン（Патриарх Пимен；のちモスクワ総主教となる）と他の主教達により、主教に叙聖された。フィラレートは、ロシア正教会の外交的仕事をいくつか任され、1962年から1964年まで、フィラレートはロシア正教会の幾つかの渉外関係に従事し、ロシア正教会のウィーンおよびオーストリアの主教として奉職した。1964年にはモスクワに戻って、ドミートロフの主教、およびモスクワ神学大学と神学校の学長となった。
1966年には大主教となり、その後ほどなくしてキエフとハールィチの府主教となった。このことによりフィラレートがロシア正教会で最も影響力のある主教品になると、キエフ府主教庁はより重要なものと看做されるようになった。この時、フィラレートは、ロシア正教会における最高組織でありモスクワ総主教の選出にあたる、ロシア正教会聖シノドの終身会員になっている。フィラレートが、この150年間で民族的なウクライナ人として初めてキエフ府主教の地位に着いた事は特筆に値する。
ウクライナにおけるロシア正教会の指導者として、フィラレートは、ロシア正教会と協調することを拒否するウクライナの教会、ウクライナ東方カトリック教会およびウクライナ独立正教会への締め付けを公然と支持した。
モスクワ総主教ピーメン1世の健康状態が悪化するにともない、フィラレートは1988年に行われた キリスト教受洗千年祭(ロシア正教千年祭)の準備と祝典挙行を直接取り仕切った。この祝典は、ソビエト連邦と教会の関係見直しの契機となり、ロシア正教会にソ連政府から多くの教会建造物が返還されることともなった。
1990年5月3日にピーメン総主教が永眠すると、フィラレートは広く一般から、ロシア正教会の次期モスクワ総主教選挙における最有力候補と目された。とりわけ、フィラレートが総主教代行となったため、この感は強まった。しかし、1990年6月6日、ロシア正教会の地方公会は、レニングラードとノヴゴロドの府主教であるアレクシイ（俗名アレクセイ・リディゲル）を選び、彼がアレクシイ2世としてモスクワ総主教に着座した。
1990年10月27日、キエフの聖ソフィア大聖堂でアレクシイ2世総主教はフィラレート府主教に自治独立を認めるトモスを渡し（ただしこのトモスは 自治正教会 、独立正教会のどちらの言葉も用いていない）、これまで「キエフ府主教」であったフィラレートを「キエフと全ルーシ・ウクライナの府主教」に任じた。

## キエフ総主教庁の創設
1991年8月24日、ウクライナがソビエト連邦からの独立を宣言すると、ウクライナ正教会の教会会議（a national Sobor）が11月1日から3日にかけて行われた。この教会会議では、投票権を委任されたメンバー、（これにはウクライナ正教会全ての主教、聖職者に加えて各教区の信者代表、および各修道院と神学校の代表者、認められた修道士などが含まれていた）は満場一致で、これ以降、ウクライナ正教会は独立正教会として活動するという決議を採択した。またこれとは別に、フィラレート府主教が首座主教となることを希望するという決議も満場一致で支持された。
1992年3月から4月にかけて、ロシア正教会の主教会議がたった一つの議題のために招集された。ウクライナ正教会が4か月前に通過させた教会会議の決議をどう考えるべきかについて、である。しかしこの議題自体は議論されることなく、フィラレートに辞任要求が突きつけられた。会議2日目、フィラレートはウクライナ正教会シノドに対して府主教辞任を申し出ることに同意し、ロシア正教会シノドは以下の決議を採択した：
「主教会議は、教会の平安のため、次回のウクライナ正教会主教会議に於いて、フィラレート府主教がウクライナ首座主教の任を解かれるよう自ら辞任願を出すという、キエフおよび全ルーシ・ウクライナ府主教フィラレート聖下による声明を評価する。フィラレート府主教の立場を理解して、主教会議は彼に対して、これまでのキエフを管轄する主教（Archbishop of the See of Kyiv）としての奉仕に感謝を表し、ウクライナ正教会における別の聖堂の主教となられるよう祝福する。」
しかし、フィラレートはキエフに戻ると、先の辞任承諾を撤回する。4月14日、フィラレート府主教は記者会見を開いて、モスクワのロシア正教会聖シノドに於いて、直接およびFSB職員による強迫による不当な圧力を受けたと申し立てた。FSB職員は会議に同席していた、とフィラレートは語った。フィラレートは、自分の辞任は「教会に平安をもたらさず、信者の意思に背き、教会法にも反することになるであろう」という見地から、辞任を撤回すると表明した。
この後ほどなく、ロシア正教会は、教会分裂とみられる状態が生じる事が不可避となったことで、これに対抗するための聖シノドを立ち上げるよう援助し、これは1992年5月に ハルキウ で実現した。こちらのシノドの主教たちは、ロシア正教会の主教、ヴォロディームィル・サボダンをキエフ府主教に選び、モスクワから ウクライナ正教会としての承認を受けた。
1992年6月25日、フィラレート府主教に忠実な主教たちは、ウクライナ独立正教会 (ウクライナで近年復活したもう一つの教会）のグループと合同で教会会議を開催した。代表者たちは、二つのグループを統合して、ウクライナ正教会・キエフ総主教庁（Ukrainian Orthodox Church - Kyiv Patriarchate - UOC-KP）となし、ムスティスラウを総主教としていただくこととなった。
1993年にムスティスラウ総主教が死去すると、この教会はヴォロディームィル総主教に引き継がれ、1995年7月、ヴォロディームィル総主教の死去により、フィラレートが160対5でウクライナ正教会・キエフ総主教庁の総主教に選出された。
フィラレート総主教は、自身の教会をウクライナ唯一の民族教会とするべく先頭に立って努力した。結果として、2018年12月に新生「ウクライナ正教会 (2018年設立)」が発足する運びとなったが、自身は退任することとなった。

## キエフ総主教庁の「復活宣言」
2019年6月19日、フィラレートは「会議」を召集し、ウクライナ正教会・キエフ総主教庁の「復活」を一方的に宣言した。
フィラレートはその理由について、「（2018年）12月15日にコンスタンティノープル総主教庁の会議があり、そこにはキーウ（キエフ）府主教区も加わっていたため、私たちは（ウクライナ正教会独立の文書）『トモス』を得るために、形式的にキーウ聖庁の存在を諦めねばならなかった。今回の会議で、私たちはこのキーウ聖庁の廃止を無効化した」と発言した上で、今回の「会議」にてキーウ聖庁の存在を確定させたと発言した。
これに対して、ウクライナ正教会は同日発表した声明で、フィラレートが招集したいわゆる「会議」は意味のないものであり、法的な効力を一切持たないと宣言したほか、フィラレートをウクライナ正教会の構成員として残すとしながらも、キーウ（キエフ）教区を管理する権利を剥奪する決定を6月24日に下した。

## 論争
フィラレート総主教に関して、修道誓願に反する妻や子供を持っているという噂、あるいはKGBの工作員であったという噂、不適切な財政処理に関して責任があるという噂などがあるが、立証はされていない。
1992年6月11日、ロシア正教会の主教会議は、フィラレート総主教の行いはシスマ（離教、教会分裂）に当たるとして、彼の聖職者としての資格を剥奪し、次いで1997年には破門に付した。ウクライナ正教会・キエフ総主教庁のシノドは、ロシア正教会はウクライナ正教会の聖職者に関していかなる権威も持っていないとして、これらの処分承認を拒否した。2018年10月11日に、コンスタンディヌーポリ総主教庁は、教会の交わりに彼を回復した。しかしながら、彼は主教職に復元されたが、「総主教」としてではなく、普通の主教として復帰した。
2020年3月、ウクライナのテレビ局の取材に対して、新型コロナウイルスのパンデミックは「人の罪、人類の罪深さに対する神の罰」であるとし、まず何よりも、同性結婚という意味だ」と語った。これに対しウクライナのLGBTQ+団体は訴訟を起こし、謝罪や発言の撤回を求めた。
しかし同年9月4日、ウクライナ正教会はFacebookでの投稿においてフィラレートが新型コロナウイルス検査で陽性と判定されたと発表した。